# Josef Angermann
Josef Angermann (* 25. Oktober 1912 in Innsbruck, Österreich-Ungarn; † 8. Januar 1944 in Wien) war ein österreichischer Schriftsetzer und Kommunist. Er war ein Widerstandskämpfer gegen den Nationalsozialismus und Austrofaschismus.

## Leben
Angermann erlernte nach dem Abschluss seiner Schullaufbahn in Wien das Schriftsetzerhandwerk. Anfang der 1930er Jahre wurde er Mitglied der KPÖ und 1933 wegen „illegaler“ Betätigung für die Partei für zwei Wochen in Haft genommen. Nach der Niederschlagung des bewaffneten Aufstandes Mitte Februar 1934 gegen den austrofaschistischen Ständestaat unter Engelbert Dollfuß wurde Angermann als Angehöriger des Republikanischen Schutzbundes für zehn Monate inhaftiert. Aufgrund „illegaler“ Betätigung für die KPÖ folgten 1935 zwei weitere mehrwöchige Inhaftierungen. Ende 1935 emigrierte er in die Tschechoslowakei. Ab 1936 studierte er an der Internationalen Leninschule in Moskau und wurde danach von der Parteiführung der KPÖ nach Paris beordert, wo er für das in Österreich illegale Zentralorgan Rote Fahne journalistisch tätig wurde. Nach dem „Anschluss Österreichs“ an das Deutsche Reich hielt er sich unter den Decknamen „Leo Holzer“ und „Karl Wendl“ illegal als Instrukteur in Wien auf.
Während des Zweiten Weltkrieges wurde Angermann Mitte Dezember 1940 von Angehörigen der Sicherheitspolizei in Paris verhaftet. Angermann, dessen kommunistische Betätigung der Gestapo durch die von den österreichischen Behörden übernommenen Polizeiakten bekannt war, wurde ins KZ Dachau eingewiesen. Am 10. Juni 1941 wurde Angermann von dort nach Wien überstellt, wo er durch die Gestapo erkennungsdienstlich erfasst und bis zum 18. Oktober 1941 inhaftiert wurde. Anschließend wurde Angermann zur Wehrmacht eingezogen und im April 1942 an die Ostfront verlegt. Im September 1942 konnte er zur Roten Armee überlaufen.
Durch die nun in Moskau im Exil tätige Auslandsleitung der KPÖ wurde Angermann für einen verdeckten Einsatz in Österreich vorbereitet. Getarnt als Angehöriger der Wehrmacht wurde Angermann als Agent mit einer Funkstation hinter den deutschen Linien in Österreich als Fallschirmspringer abgesetzt. Angermann gelangte zu einem Parteigenossen nach Wien. Trotz Konspiration wurde der Gestapo das Vorhaben bekannt, dass feindliche Agenten hinter den deutschen Linien abgesetzt wurden und fahndete mit Hochdruck nach Angermann.

„Am 11. 6. 1943 wurde nachrichtendienstlich bekannt, dass kommunistische Parteigänger Quartiere für Fallschirmagenten suchen, die in Wehrmachtsuniform aus sowjetischen Flugzeugen im Rücken der deutschen Linien abgesetzt worden waren und in Wien zum Einsatz gelangen sollten. Im Zuge der sofort durchgeführten umfangreichen Ermittlungen wurde festgestellt, dass es sich bei den Fallschirmagenten um den Schriftsetzer Josef Angermann [...] handelt. Auf Grund systematischer Überwachung des Verwandten- und Bekanntenkreises des Angermann gelang es, Angermann am 16. 6. 1943 festzunehmen. Er hat sich seiner Festnahme nach Kräften widersetzt und von seiner Pistole Gebrauch gemacht, doch hat die Waffe, anscheinend infolge eines Fehlers der Munition, versagt. Er ist geständig [...] im September 1942 an der Ostfront zu den Russen übergelaufen zu sein.“

Angermann wurde durch Johann Sanitzer verhört, der bei der Wiener Gestapo auch leitend für das Referat „Sabotage-, Funk- und Fallschirmbekämpfung“ zuständig war. Sanitzer versuchte schließlich auch unter Misshandlungen Angermann für ein Funkspiel mit der Moskauer Zentrale zu zwingen, um diese zu täuschen. Wahrscheinlich aufgrund der Misshandlungen und der Weigerung Angermanns zu kooperieren entriss er im Verhörraum der Gestapo am Morzinplatz einem Wachmann das Bajonett und fügte sich damit schwere Halsverletzungen zu. Diesen Verletzungen erlag er Anfang 1944.